# Parco nazionale di Oze
Il parco nazionale di Oze (尾瀬国立公園?, Oze Kokuritsu Kōen) è un'area che consiste di aperte praterie nelle prefetture di Fukushima, Tochigi, Gunma e Prefettura di Niigata, in Giappone. Ha una superficie di 372 km² ed è il 29º in Giappone per estensione.
Aperto il 30 agosto 2007, include le paludi di Ozegahara e le montagne nell'area di Oze, un tempo parte del parco nazionale di Nikkō, e altri territori vicini, tra cui i monti Aizu-Komagatake e Tashiroyama.
Oze fu il primo nuovo parco nazionale del Giappone istituito dopo 20 anni di pausa seguita alla designazione delle zone umide di Kushiro nell'Hokkaidō come parco nazionale nel 1987.